# Liriomyza manni
Liriomyza manni este o specie de muște din genul Liriomyza, familia Agromyzidae, descrisă de Spencer în anul 1985.
Este endemică în Kenya. Conform Catalogue of Life specia Liriomyza manni nu are subspecii cunoscute.